# 张晓钦
张晓钦（1968年1月—），男，汉族，江苏南通人，中华人民共和国政治人物。曾任广西壮族自治区人民政府副主席，现任广西壮族自治区人大常委会副主任、党组副书记，自治区工会主席。

## 生平
2010年，张晓钦出任中共钦州市委书记、钦州市人大常委会主任，2012年当选为中共十八大代表。2013年，张晓钦在广西壮族自治区十二届人大一次会议上当选为广西壮族自治区人民政府副主席。
2018年，当选为广西壮族自治区人大常委会副主任，不再担任广西自治区政府副主席，2023年1月连任广西自治区人大副主任，同年10月，當選中华全国总工会第十八届执行委员会主席团委员。2023年11月，接替因违法违纪被免职的吴炜担任中共柳州市委书记。2024年9月27日，不再担任柳州市委书记。